# جورج كارلين
جورج دينيس باتريك كارلين (بالإنجليزية: George Carlin)‏ (12 مايو 1937 - 22 يونيو 2008) كوميدي أمريكي يؤدي ستاند-أب كوميدي، وهو أيضا ناقد اجتماعي وممثل وكاتب، من مواليد مانهاتن، فاز بخمسة جوائز غرامي عن ألبوماته الكوميدية. اشتهر بالكوميديا السوداء وكان غالبا ما يسلط الضوء في فقراته الكوميدية على مواضيع عدة في السياسة والأديان والثقافة الأمريكية واللغة الإنجليزية ومواضيع المحرمات (تابو).كان من أوائل الأشخاص الذين أدخلوا الألفاظ النابية لهذه للستاند أب كوميدي (حينما كانت تذاع على الراديو، قبل أن تتحول لخشبة المسرح). وقد كان أول شخص يحاكم لبذاءة لسانه، في حين أن الدافع الحقيقي لمحاكمته كان سياسي بحت، كان كارلين مناهضاً للحرب والتمييز العنصري والرأسمالية والقومية.

## روابط خارجية
- جورج كارلين على موقع IMDb (الإنجليزية)
- جورج كارلين على موقع الموسوعة البريطانية (الإنجليزية)
- جورج كارلين على موقع روتن توميتوز (الإنجليزية)
- جورج كارلين على موقع ألو سيني (الفرنسية)
- جورج كارلين على موقع ميوزك برينز (الإنجليزية)
- جورج كارلين على موقع تيرنر كلاسيك موفيز (الإنجليزية)
- جورج كارلين على موقع أول موفي (الإنجليزية)
- جورج كارلين على موقع قاعدة بيانات الأفلام السويدية (السويدية)
- جورج كارلين على موقع إن إن دي بي (الإنجليزية)
- جورج كارلين على موقع ديسكوغز (الإنجليزية)